# Richie Sambora
Richard Stephen „Richie” Sambora (Perth Amboy, New Jersey, 1959. július 11. –) Grammy-díjas zenész, a Bon Jovi együttes gitárosa, háttérvokalistája és dalszerzője. A frontemberrel, Jon Bon Jovival együtt ő írja az együttes szinte összes dalát.
Richie hobbijai: baseball, jet-ski, gitárgyűjtés. Vannak tetoválásai: kis csillag a kezén, a jobb karján „who dares wins” („aki mer, az nyer”) felirat, rózsákkal körülvéve. Példaképei: Beatles, Led Zeppelin. A zenész színvak a pirosra, a zöldre és a barnára.

## Pályafutása
Szülei: Adam és Joan Sambora. Apja lengyel volt, anyja pedig olasz. Nincsenek testvérei. Richie állítólag 4 évesen döntötte el, hogy zenész lesz. Kiharcolta a szüleitől, hogy megnézhesse éjjel a Beatlest a The Ed Sullivan Show-ban. Richie a Woodbridge High Schoolban tanult, ami Woodbridge Township városban van, New Jersey államban.
Jimi Hendrix halálának hatására kezdett el 12 évesen gitározni. Ebben a korai időszakában hatott rá a blues és a '60-as évekbeli rock'n'roll. Akkoriban a kedvenc gitárosai Eric Clapton, Jimi Hendrix, Jeff Beck, Tim Varley, Jimmy Page és Joe Kmiecik voltak. Ezen kívül hatott még rá a spanyol komolyzene is, és azóta szereti a spanyol gitárt. Pszichológiából érettségizett, tud játszani dobon, zongorán, szaxofonon és harmonikán. Élete során kétszer is letartóztatták: először 17 évesen, mikor erősen ittas állapotban durván viselkedett, másodszor 19 évesen kábítószer miatt. 
Mielőtt csatlakozott volna a Bon Jovihoz, vagy 30–40 zenekarban megfordult. Richie odasétált a fiatal Jon Bon Jovihoz egy klubban, és kijelentette, hogy ő lesz Jon bandájának új gitárosa – és ekkor született meg a Bon Jovi. Felesége Heather Deen Locklear színésznő, 1994. december 17-én Párizsban házasodtak össze, 2007 áprilisában váltak el. 1997. október 4-én született gyermekük, Ava Elisabeth. 2001-ben szerepelt a Randivonat című romantikus filmben Lance Bass és Emmanuelle Chriqui oldalán.

## Diszkográfia
Szóló
- Stranger in This Town (1991)
- Undiscovered Soul (1998)
- Aftermath Of The Lowdown (release in 2012 september)

Bon Jovi
- Lásd: Bon Jovi-diszkográfia